# تاش‌گذر
تاش‌گذر (به لاتین: Tash Gozar) یک منطقهٔ مسکونی در افغانستان است که در ولایت بلخ واقع شده‌است.